# الشرز (بدبدة)

تعديل مصدري - تعديل

الشرز هي إحدى قرى عزلة بني شاكر بمديرية بدبدة التابعة لمحافظة مأرب، بلغ تعداد سكانها 768 نسمة حسب تعداد اليمن لعام 2004.